# 特拉特纳赫河畔瓦勒恩
特拉特纳赫河畔瓦勒恩是奥地利上奥地利州格里斯基尔兴县的一个市镇。总面积14.6平方公里，总人口2905人，人口密度199.0人/平方公里（2005年）。